# Profanare
Profanarea este actul de tratare în mod necuviincios sau disprețuitor a unui loc sau obiect considerat a fi sacru sau sfânt de către un individ sau grup de indivizi.

## Detalii
Mulți consideră că actele de profanare sunt un sacrilegiu. Aceasta poate include profanarea cărților, obiectelor sau locurilor considerate a fi sacre. Identificarea unor acte ca fiind profanatoare poate fi făcută, în general, din perspectiva unei anumite religii sau activități spirituale.
Retragerea respectuoasă a caracterului sacru a unui loc sau obiect este denumită desacralizare și este diferită de profanare.
Unele religii, cum ar fi Biserica Romano-Catolică, au reguli specifice cu privire la ceea ce constituie o profanare și ce ar trebui făcut în aceste circumstanțe.

## Exemple

### Creștinarea Imperiului Roman
Cele mai cunoscute exemple de distrugere a templelor păgâne în secolul al IV-lea, așa cum sunt consemnate în scrierile care s-au mai păstrat, sunt atacurile lui Martin de Tours împotriva locurilor sacre din Galia, distrugerea templelor din Siria de către Marcellus, distrugerea templelor și a reprezentărilor religioase din Cartagina și din împrejurimile ei, confiscarea și distrugerea templelor păgâne din Alexandria din ordinul patriarhului Teofil, nivelarea de toate templele din Gaza și distrugerea generală a locurilor sfinte care s-a răspândit rapid pe întreg teritoriul Egiptului. Aceste mărturii scrise sunt completate cu dovezi arheologice descoperite în provinciile de nord: clădiri arse și distruse și obiecte sacre îngropate în grabă. Conducătorul călugărilor egipteni care au participat la jefuirea și distrugerea templelor le-a răspuns astfel victimelor care au cerut înapoi icoanele lor sacre:

„Eu i-am înlăturat în mod pașnic pe zeii voștri... nu există jaf pentru cei care-l au cu adevărat pe Hristos.”

La sfârșitul secolului al IV-lea Sf. Augustin i-a îndemnat pe enoriașii săi din Cartagina să spargă toate simbolurile tangibile ale păgânismului:

„pentru că toate superstițiile păgânilor și necredincioșilor trebuie să fie anihilate; asta este ceea ce vrea Dumnezeu, ceea ce poruncește Dumnezeu, ceea ce proclamă Dumnezeu!”

În anul 407 a fost emis un decret la vest de Roma: 

„Dacă se mai află chiar și acum idoli în temple și altare...., ei trebuie smulși din fundațiile lor... Templele aflate în orașe sau în alte localități vor fi confiscate în folos public. Altarele [păgâne - n.n.] vor fi distruse în toate locurile.”

Locurile sacre au fost preluate de grupările creștine: „Să fie construite altare [creștine - n.n.] și să fie aduse acolo moaște”, a scris Papa Grigore I, „astfel încât [păgânii - n.n.] să treacă de la venerarea demonilor la cea a Dumnezeului adevărat”.

### Teroarea Roșie în Spania

„Executarea” Preasfintei Inimi a lui Isus de către paramilitarii spanioli de stânga pe dealul Cerro de los Ángeles din apropiere de Madrid, în 7 august 1936, a fost una dintre cele mai cunoscute imagini ale profanării simbolurilor religioase. Regele Alfonso al XIII-lea a consacrat națiunea spaniolă Preasfintei Inimi a lui Isus pe 30 mai 1919. Fotografia a fost luată de un reprezentant al jurnalelor de știri Paramount și publicată inițial în ziarul londonez Daily Mail, cu următoarea legendă: „Războiul «comuniștilor spanioli» împotriva religiei”.

Teroarea Roșie din Spania care a avut loc în timpul Războiului Civil Spaniol a implicat o profanare masivă a bisericilor, sinagogilor și a altor locuri și obiecte sacre de către insurgenții de stânga. În noaptea de 19 iulie 1936 aproximativ 50 de biserici au fost incendiate. În Barcelona, din cele 58 de biserici catolice a fost cruțată doar Catedrala, iar evenimente similare au avut loc aproape peste tot în Spania Republicană. Toate bisericile catolice din zonele controlate de insurgenții republicani au fost închise, dar atacurile nu s-au limitat doar la bisericile catolice, ci au fost jefuite și închise și sinagogile și doar câteva biserici protestante mici au fost cruțate.

### Bosnia și Herțegovina
Campania de epurare etnică care a avut loc în zonele controlate de Armata Republicii Srpska (VRS) i-a vizat pe bosniacii musulmani și a inclus distrugerea lăcașurilor de cult musulmane.

### Kosovo
Numeroase lăcașuri de cult albaneze din Kosovo au fost distruse în timpul Războiului din Kosovo (1998-1999), ceea ce a constare constituie o crimă de război încalcă Haga și de la Geneva. Un număr de 225 din cele 600 de moschei din Kosovo au fost avariate, vandalizate sau distruse, alături de alte clădiri construite în stilul arhitecturii islamice, în timpul conflictului. Au fost distruse, de asemenea, documente vechi de până la 500 de ani din arhivele ce aparțineau Comunității Islamice din Kosovo. În timpul războiului, patrimoniul arhitectural islamic a reprezentat pentru forțele militare și paramilitare sârbe iugoslave o componentă metodică și planificată a purificării etnice din Kosovo, prin care s-a intenționat distrugerea patrimoniului cultural albanez.
După întoarcerea a sute de mii de refugiați albanezi din Kosovo în localitățile lor de proveniență au avut loc atacuri cu scop de răzbunare împotriva lăcașurilor religioase sârbe. În timpul revoltelor violente din 2004 mai mult de 35 de biserici ortodoxe sârbe au fost profanate, avariate sau distruse.